# کاستلنو دی سیانا
کاستلنو دی سیانا (به اسپانیایی: Castellnou de Seana) یک منطقهٔ مسکونی در اسپانیا است که در پلا د اورگل واقع شده‌است. کاستلنو دی سیانا ۱۶٫۱ کیلومتر مربع مساحت دارد.